# Myzus polaris
Myzus polaris är en insektsart som beskrevs av Hille Ris Lambers 1952. Myzus polaris ingår i släktet Myzus och familjen långrörsbladlöss. Inga underarter finns listade i Catalogue of Life.